# تساوة
قرية تساوة هي واحة من واحات وادي عتبة والتي تقع في وسط الصحراء الليبية بجنوب ليبيا على خط عرض 260537 شمالا وخط طول 133007 شرقاو تحمل في طياتها البعد التاريخي منذ الفتوحات الاسلامية وكان يطلق عليها جرمة الصغرى. يوجد بها مزارع قديمة مثل المنغرس وحامزوني ومزاع السونية والنايضة وتضم مساجد قديمة وأقدمها مسجد سيدي شعيب ومساجد أخرى من بينها مسجد شحلية القديم والذي شيد في عام 1930 ميلادي وروضة سيدي عبد الحفيظ لتحفيظ القران وأيضا تحتوي على مساجد أخرى قديمة.
هذه القرية يحدها من جهة الجنوب حدود دولة النيجر ومن الناحية الغربية توجد بها مشاريع زراعية مثل المكنوسة وبرجوج وحقل الفيل و وادي متخندوش الي الحدود الإدارية لغات ومن الشمال سلسلة جبال وادي الحياة. تبعد تساوة عن مدينة سبها 200 كيلو متر وعن مرزق 50 كيلو متر وعن أوباري 120 وعن طرابلس 950 كيلو متر، وتعداد سكانها حوالي 9000 نسمة تقريباً.